# Gran Premio Bruno Beghelli Internazionale Donne Elite 2021
Gran Premio Bruno Beghelli Internazionale Donne Elite 2021 er den 5. udgave af det italienske cykelløb Gran Premio Bruno Beghelli Internazionale Donne Elite. Det bliver kørt den 3. oktober 2021 med start og mål i Monteveglio i Emilia-Romagna. Løbet er en del af den internationale UCI-kalender for damer 2021. Den oprindelige 5. udgave blev i 2020 aflyst på grund af coronaviruspandemien.